# Friedrich Schultze (Mediziner)

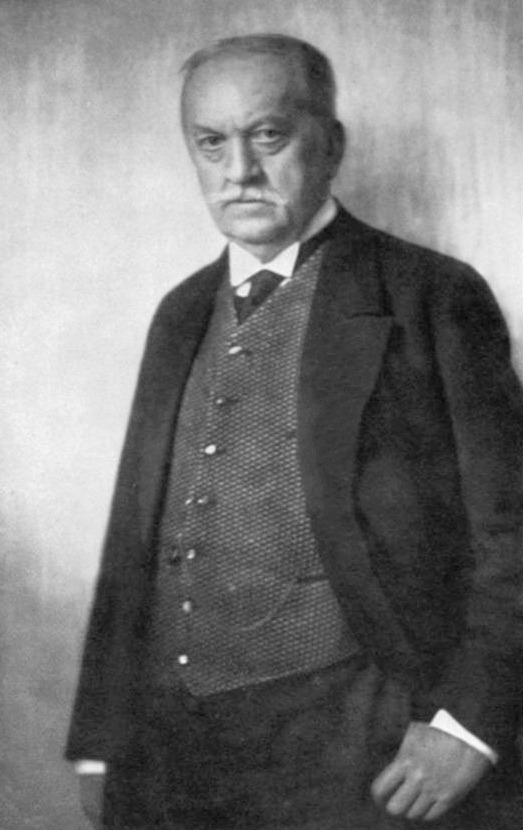
Friedrich Schultze, 1918

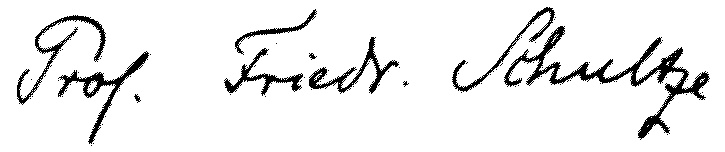
Signatur

Julius Friedrich Schultze (* 17. August 1848 in Rathenow; † 14. Oktober 1934 in Bonn) war ein deutscher Internist und Neurologe. Er gilt als einer der Begründer der Kinderneurologie.

## Leben und Werk
Schultze studierte in Berlin, Bonn und Heidelberg. Um als Freiwilliger am Krieg von 1870/71 teilzunehmen, unterbrach er sein Studium. Er wurde als Unterarzt in einem Berliner Lazarett eingesetzt. 1871 bis 1880 arbeitete er als Assistent und Schüler Nicolaus Friedreichs in Heidelberg. Er promovierte 1871 und habilitierte sich 1876. 1880 wurde er zum Extraordinarius der Heidelberger Universität ernannt. 1887 wurde er ordentlicher Professor und Direktor der Medizinischen Klinik der Kaiserlichen Universität Dorpat, jedoch schon 1888 Professor und Direktor der Medizinischen Klinik und Poliklinik in Bonn, wo er bis zu seiner Emeritierung 1918 verblieb. 1908/09 amtierte er als Rektor der Universität. Am 4. November 1887 wurde er in die Deutsche Akademie der Naturforscher Leopoldina gewählt. Seit 1891 war Schultze zusammen mit Wilhelm Heinrich Erb und Adolf von Strümpell Mitbegründer und -herausgeber der »Deutschen Zeitschrift für Nervenheilkunde« (heutiges Journal of Neurology). 1898 erschien der erste Band seines »Lehrbuches der Nervenkrankheiten« (Stuttgart; Ein geplanter zweiter Band wurde nicht realisiert.). Schultze war 1884 Erstbeschreiber des später so genannten Morbus Charcot-Marie-Tooth. 1893 beschrieb er die auch als Schultze-Syndrom bekannte Akroparästhesie.
1928 wurde Schultze anlässlich seines 80. Geburtstages zum Ehrenbürger der Stadt Bonn ernannt.
1954 wurde in Bonn eine Straße nach ihm benannt.

## Wissenschaftliche Schriften
- »Über den Gasgehalt der Schwimmblase einiger Süsswasserfische Deutschlands« (Pflüger’s Arch. 1872)
- »Über die Resultate der Kaltwasserbehandlung des Typhus abdominal. im akad. Krankenhause zu Heidelberg« (Abhandlungen des Heidelberger naturhist.-med. Vereins 1874)
- »Experimentelles über die Sehnenreflexe« (mit Paul Fürbringer, Centralblatt für die medizinischen Wissenschaften, Berlin, 1875)
- »Über die Tetanie und die mechanische Erregbarkeit der peripheren Nerven, über die sekundäre Degenerationen des Rückenmarkes« (Centralblatt für die medizinischen Wissenschaften, Berlin, 1876 und 1878, sowie in Archiv für Psychiatrie und Nervenkrankheiten, Berlin, XIV.)
- »Über Meningitis acuta, Poliomyelitis der Kinder und der Erwachsenen, über multiple Sclerose«
- »Über den mit Hypertrophie verbundenen progressiven Muskelschwund und ähnliche Krankheitsformen.« J. F. Bergmann, Wiesbaden 1886 Archive
- »Über Myelitis syphilitica und Rückenmarksaffectionen bei plötzlicher Luftdruckerniedrigung«
- »Über Heilbarkeit und pathologische Anatomie der Tabes dorsalis«
- »Über aufsteigende Paralyse und neurot. Muskelatrophie«
- »Über eine eigentümliche progressive atrophische Paralyse bei mehreren Kindern derselben Familie« (Berliner Klinische Wochenschrift, 21, S. 649–651, 1884)
- »Über Bleilähmung«
- »Beitrag zur Lehre von den angeborenen Hirndefecten« (Festschr. des naturh.-med. Vereines, Heidelberg 1886)
- »Über Kleinhirnschwund«
- »Über Diagnose und chir. Behandl. von Hirngeschwülten, über Neurosen nach Trauma, Akroparaesthesien, Myoklonien, Myokymie«
- »Über Heilwirk. der Electrizität« (Wiesbaden 1892)
- »Über Lepra« (D. Arch. f. kl. Med. Bd. 43)
- »Über Akromegalie«
- »Über Leukaemie« (Ib. Bd. 52).
- »Über Akroparästhesie« (Deutsche Zeitschrift für Nervenheilkunde 3, S. 300–318, Berlin, 1893, 3: 300–318)
- »Lehrbuch der Nervenkrankheiten. Erster Band. Destruktive Erkrankungen des peripheren Nervensystems, des Sympathicus, des Rückenmarks und seiner Häute.« Ferdinand Enke, Stuttgart 1898 Archive
- »Die Krankheiten der Hirnhäute und die Hydrocephalie« (in Hermann Nothnagel, Specielle Pathologie und Therapie, Band 9, 3, Wien, 1901)
- »Erfahrungen über Neurosen nach Unfällen«, Wiesbaden 1912.